# Guido Mista
Guido Mista  (グイード・ミスタ, guīdo misuta), también conocido solo como Mista. Es uno de los personajes principales de JoJo’s Bizarre Adventure: Golden Wind. Es un integrante de la banda Passione. Aparece por primera vez en el capítulo 456: "5 más 1" del manga, en el anime su primera aparición es en el capítulo 117: "Entrando a la mafia".
Usa un sombrero, pantalones y un top a juego con un patrón de rayas y puntos donde guarda tanto su arma como sus balas. Trish Una menciona que tiene excesivo bello corporal, sobre todo en los dedos.

## Origen y personalidad
Mista tiene una filosofía de vida basada en el simplismo. Era una persona normal, disfrutaba de la comida, le gustaban las películas, hablaba con las chicas sin miedo al rechazo hasta que, un día, vio a un grupo golpeando brutalmente una mujer dentro de un coche. Su instinto le hizo acercarse a defender a la mujer, lo que provocó que el resto del grupo del agresor saliera del coche y empezara a dispararle, pero, milagrosamente, Mista no recibió ningún disparo pese a estar cara a cara con el pistolero.
Mista muestra un contraste entre un adolescente optimista y tranquilizado y una persona seria y fría en el combate. En combate, suele ser impulsivo y suele abogar la pelea directa. La única vez en la que perdió la calma fue contra Diavolo, en la pelea final.
Su rasgo más identitario es su tetrafobia, lo que quiere decir que le aterra el número cuatro. Cada vez que ve este número en cualquier sitio, cree que algo malo va a pasar y, si pasa, le echa la culpa a la coincidencia.

## Stand
El Stand de Guido Mista se llama Sex Pistols (セックス・ピストルズ, Sekkusu Pisutoruzu). Este nombre, al ser un nombre que referencia al grupo británico del mismo nombre, fue cambiado a Six Bullets o Pistols para evitar los derechos de autor.
Sex Pistols se manifiesta como seis balas, enumeradas del uno al siete ignorando el cuatro. Estas seis balas tienen la habilidad de, a base de golpes o patadas, redireccionar las balas disparadas por su usuario. Al ser seis, le permiten hacer movimientos impredecible y poder aumentar la potencia de las balas.
Aparte de la redirección, tiene recarga instantánea de la pistola que usa Mista.
Cada una de estas balas tiene su propia personalidad y son llamados por sus números. Estas balas necesitan de alimentos y suelen ser propensos a discutir entre ellos. Sus personalidades son:
- Número 1: Es el líder, seguramente por ser tener el número 1. Tiene una actitud alegre.
- Número 2: Es el más pícaro y rebelde, pero siempre apoya a Número 1. Suele salir junto a Número 1 cuando es disparado.
- Número 3: Es el combativo y abusador, generalmente, abusa y humilla a Número 5.
- Número 5: Es el más llorón y patético del grupo.
- Número 6: Es el más rabioso y hostil, pero nunca abusa de sus compañeros al contrario de Número 3.
- Número 7: Es el más emocionado, monta balas como si fuera un jinete de toros.

Las estadísticas de Sex Pistols son:
- Poder destructivo: E
- Velocidad: C
- Rango: B (Unos 50 metros)
- Durabilidad: A
- Precisión: A
- Potencial de desarrollo: B

## Peleas
Guido Mista, al ser un personaje secundario, no tiene tantas peleas, pero enumeradas cronológicamente son:
- Mista contra Sale y su Kraft Work'. En esta pelea Mista sale ganador con una estrategia rebuscada.
- Mista contra Prosciutto y Pesci, con The Grateful Death y Beach Boy, respectivamente.[3] Mista tiene importancia desde el principio, ya que es quien debilita a Pesci y su Stand ayuda a Bruno Bucciarati hasta la muerte de Prosciutto.
- Mista contra Ghiaccio y su White Album.[3] Es quien le planta cara a Giacchio gracias a la determinación de Giorno Giovanna.
- Participación significativa contra Carne y su Notorius B.I.G. Es quien mata a Carne, lo que da pie al enfrentamiento.
- Mista contra Cioccolata y su Green Day. Lo derrota junto a Giorno.
- Participación significativa en la persecución de la flecha de Stand y Diavolo con su King Crimson.
- Mista contra Scolippi y su Rolling Stone. Mista derrota a Scolipi con la ayuda de Bucciarati y Fugo.

## Videojuegos
Aparece en el videojuego JoJo no Kimyō na Bōken: Ōgon no Kaze, aunque también aparece en los juegos JoJo's Bizarre Adventure: Eyes of Heaven y JoJo's Bizarre Adventure: All Star Battle, incluida su versión remasterizada.